# 日本文化デザインフォーラム
一般社団法人日本文化デザインフォーラム（にほんぶんかデザインフォーラム、英: JAPAN INTER - DESIGN FORUM、JIDF）は、『日本文化デザイン会議』を開催する日本の一般社団法人。日本の各分野で活動する専門家が集まり日本文化の一端をになっている。設立は1980年、1989年「日本文化デザイン会議」から団体名を変更。2011年より一般社団法人として活動する。

## イベント
- 1980年『第1回日本文化デザイン会議横浜』
- 1981年『第2回日本文化デザイン会議仙台』
- 1982年『第3回日本文化デザイン会議金沢』
- 1983年『第4回日本文化デザイン会議神戸』
- 1984年『第5回日本文化デザイン会議札幌』
- 1985年『第6回日本文化デザイン会議九州』
- 1986年『第7回日本文化デザイン会議広島』
- 1987年『第8回日本文化デザイン会議長野』
- 1988年『第9回日本文化デザイン会議熊野』
- 1989年『第10回日本文化デザイン会議千葉』
- 1990年『第11回日本文化デザイン会議豊田』
- 1991年『第12回日本文化デザイン会議島根』
- 1992年『第13回日本文化デザイン会議山梨』
- 1993年『第14回日本文化デザイン会議山形』
- 1994年『第15回日本文化デザイン会議福岡』
- 1995年『第16回日本文化デザイン会議群馬』
- 1996年『第17回日本文化デザイン会議ぎふ』
- 1997年『第18回日本文化デザイン会議岩手』
- 1997年『第19回日本文化デザイン会議福井』
- 1998年『第20回日本文化デザイン会議秋田』
- 1998年『第21回日本文化デザイン会議青森』
- 1999年『第22回日本文化デザイン会議鹿児島』
- 2000年『第23回日本文化デザイン会議京都』
- 2001年『第24回日本文化デザイン会議沖縄』
- 2002年『第25回日本文化デザイン会議東京・丸ノ内』
- 2003年『第26回日本文化デザイン会議東京・六本木ヒルズ』
- 2005年『第27回日本文化デザイン会議なごや・せと』
- 2006年『第28回日本文化デザイン会議とくしま』
- 2007年『第29回日本文化デザイン会議兵庫』
- 2008年『第29回日本文化デザイン会議赤坂』